# Napanee
Napanee ist eine Stadt im Osten von Ontario, Kanada, mit 15.892 Einwohnern (Stand: 2016). Der offizielle Name der Stadt lautet „Greater Napanee“. Napanee befindet sich zwischen zwei größeren Städten: Napanee liegt ca. 35 km östlich von Belleville und ca. 35 km westlich von Kingston.

## Geschichte
Die Stadt wurde im späten 18. Jahrhundert von englischen Loyalisten gegründet und schloss sich erst 1854 Kanada an. Sir John Macdonald, der erste Premierminister Kanadas, arbeitete als Rechtsanwalt in Napanee. Die Sängerin Avril Lavigne ist hier aufgewachsen, und hier fing auch ihr musikalischer Weg an.

## Einwohnerentwicklung
Im Jahr 2001 zählte die Stadt 15.132 Einwohner. Im Jahr 2006 stieg die Zahl um 1,8 % auf 15.400. 2011 betrug die Einwohnerzahl 15.511. 94,8 % der Einwohner sprechen Englisch, lediglich 1,8 % nennen Französisch als ihre Erstsprache. Die restlichen 3,4 % geben an, dass weder Englisch noch Französisch ihre Erstsprache ist.

## Wirtschaft und Infrastruktur
Der größte Arbeitgeber in der Stadt ist eine Fabrik von Goodyear. Die Restaurantkette Dixie Lee Fried Chicken hat ihren Hauptsitz in der Stadt. Daneben haben viele mittelständische Unternehmen ihren Sitz in Napanee. Des Weiteren sind viele Einwohner in den benachbarten größeren Städten beschäftigt.

### Einkaufsmöglichkeiten
In der Innenstadt befinden sich mehrere Boutiquen und Restaurants, in denen man einkaufen gehen kann. Größere Einzelhandelsgeschäfte wie Giant Tiger, Walmart, Canadian Tire, sowie Home Hardware befinden sich in der Stadt.

### Medien
Napanee verfügt über zwei wöchentlich erscheinende Zeitungen. Dazu gehören der Napanee Guide und der Napanee Beaver. Beide Zeitungen erscheinen jeden Donnerstag. Grundsätzlich wird Napanee mit Fernseh und Hörfunk durch die größeren benachbarten Städten Kingston und Belleville versorgt. Seit 2007 betreibt das Unternehmen MBC Corporate eine erste lokale Radiostation MyFM Greater Napanee 88.7 FM und sendet adult contemporary music.  Ein lokaler Fernsehsender ist Deseronto's CJOH-TV-6. Die Stadt wird auch von den größeren Fernsehanstalten wie u. a. CBC und CTV durch Satellit und das Kabelnetz versorgt.

## Verkehrsanbindung
Der Macdonald-Cartier Highway 401 beginnt ca. 13 km vom Detroit River in den Randbezirken von Windsor und verbindet die Städte Toronto, Trenton, Belleville, Napanee, Kingston, Cornwall bis nach Montreal. Daneben führen mehrere Landstraßen durch Napanee darunter die Country Road 2 (Landstraße) durch mehrere kleinere Städte. Die VIA Rail Canada verbindet Napanee mehrmals täglich mit Toronto, Ottawa und Montreal. Der Bahnhof befindet sich an der 301 John Street.

## Bildung
Napanee verfügt über insgesamt acht Schulen, darunter Grund- und weiterführende Schulen.:
- Sandhurst Public School
- Westdale Park Public School
- The Prince Charles Public School
- H.H. Langford Public School
- Cornerstone Christian Academy
- J. J. O’Neill Catholic School
- Selby Public School
- Napanee District Secondary School - (die hat auch die bekannte Sängerin und Songwriterin Avril Lavigne besucht)

## Persönlichkeiten
- Alan Aylesworth Macnaughton, Senator und Sprecher des kanadischen Unterhauses
- Albert Schultz, Schauspieler und Gewinner des Gemini Awards
- Andrew Martin, Musiker und mehrfacher Gewinner des Covenant Award der Gospel Music Association of Canada
- Arthur Eyguem De Montaigne Jarvis, Flugzeugass des Ersten Weltkriegs, Gründungsmitglied des Royal Flying Corps
- Avril Lavigne, Musikerin. In ihrem Song My World sang sie über Napanee.
- Edmund James Bristol, Mitglied des Parlaments (MP)
- Aaron Doornekamp, Basketballspieler